# Jermolaj Jermolajevič Gamper
Jermolaj Jermolajevič Gamper (rusko Ермолай Ермолаевич Гампер), ruski general, * 1750, † 1814.
Bil je eden izmed pomembnejših generalov, ki so se borili med Napoleonovo invazijo na Rusijo; posledično je bil njegov portret dodan v Vojaško galerijo Zimskega dvorca.

## Življenje
3. februarja 1766 je pričel z vojaško službo v Kazanskem kirasirskemu polku in 7. aprila 1766 je bil povišan v desetnika. Leta 1770 je sodeloval v bojih v Moldaviji in bil 21. julija povišan v korneta Riškega karabinjerskega polka. Naslednje leto je sodeloval v bojih pri Bukarešti; 24. novembra je bil povišan v poročnika. V letih 1773-74 je sodeloval v bojih v Bolgariji in bil 22. septembra 1773 povišan v stotnika; novembra istega leta je bil premeščen v Smolenski dragonski polk. Leta 1776 je bil nameščen v Kubanski steni, kjer se je bojeval proti kavkaških roparjem. V letih 1779−82 je sodeloval v bojih na poljskem, zakar je bil 29. septembra 1794 povišan v majorja, 22. septembra 1795 v podpolkovnika in 30. maja 1798 v polkovnika. 28. julija istega leta je bil imenovan za poveljnika svojega polka. 
22. februarja 1800 je bil povišan v generalmajorja in hkrati imenovan za poveljnika 4. kirasirskega polka. 21. julija 1800 je podal odstavko.
14. marca 1801 je bil ponovno sprejet v vojaško službo in 12. aprila istega leta je ponovno postal poveljnik Smolenskega dragonskega polka. V letih 1807-1810 je sodeloval v bojih proti Turkom. 
Med veliko patriotsko vojno je bil 28. novembra 1813 povišan v generala. 13. decembra 1814 je umrl zaradi bolezni.